# Vancouver Whitecaps FC II
Il Vancouver Whitecaps FC II è un club calcistico canadese con sede a Vancouver. Milita nella MLS Next Pro, precedentemente ha militato per tre stagioni nella United Soccer League. Il club è la squadra riserve dei Vancouver Whitecaps, squadra della massima serie nordamericana. Con la squadra madre condivide la proprietà, lo staff tecnico e le strutture di gioco.

## Storia
I Vancouver Whitecaps sono tradizionalmente una delle società nordamericane più attente a sviluppare in casa i propri calciatori, facendo anche da bacino per le nazionali canadesi. Nel 2005 venne creata una squadra Under 23, iscritta alla Pacific Coast Soccer League e poi trasferitasi nel 2008 nella USL PDL.
La decisione di sostituire l'U-23 con i Whitecaps II nacque dopo la firma di un accordo fra la MLS e la United Soccer Leagues, in base al quale un club MLS poteva scegliere di affiliarsi a un club della USL Pro oppure iscrivere direttamente la propria squadra riserve al campionato. Infatti nelle intenzioni della società i Whitecaps II, lanciati nel 2015, erano il ponte fra il settore giovanile e la prima squadra, consentendo al club di seguire i propri calciatori in tutte le fasi del proprio sviluppo: dopo il programma Residency, che permette agli aspiranti giocatori di crescere conciliando studio e vita sportiva, il Whitecaps II portava i migliori prodotti del settore giovanile a misurarsi con un primo campionato professionistico.
Nel novembre 2017 i Whitecaps hanno comunque deciso di sospendere le attività della seconda squadra, siglando invece un accordo di affiliazione con i californiani del Fresno FC. Tale affiliazione è durata però una sola stagione.
I Whitecaps II sono stati ricreati per la stagione 2022, contestualmente alla nascita della MLS Next Pro, il nuovo campionato riserve della MLS. Al momento della loro rinascita era stato annunciato un cambio di nome in previsione della stagione 2023, che però non si è poi verificato.

## Strutture
Dal 2015 al 2017 i Whitecaps II giocavano le proprie partite interne al Thunderbird Stadium, impianto situato all'interno della cittadella sportiva dell'Università della Columbia Britannica e dotato di una capacità di 3.500 spettatori.
Con la rinascita del 2022 la squadra ha spostato le proprie gare casalinghe allo Swangard Stadium, dove aveva giocato la prima squadra fra il 1987 e il 2010. 